# Get Your Body Beat
Get Your Body Beat — мини-альбом норвежской aggrotech-группы Combichrist, выпущенный в 2006 году, в количестве 667 копий.

## Об альбоме
На эту композицию создано видео, которое сопровождает выступления группы Combichrist вместе с фильмом The Gene Generation, в саундтреке которого есть Combichrist.

## Список композиций
1. Get Your Body Beat (Album Version) - 4:35
2. Products (Life Composer Version) - 5:13
3. What the Fcuk - 5:53
4. Get Your Body Beat (KMFDM remix) - 4:11
5. Get Your Body Beat (Amduscia remix) - 4:45
6. Get Your Body Beat (Spetsnaz remix) - 3:30
7. Get Your Body Beat (Point45 remix) - 4:55
8. Get Your Body Beat (Manufactura remix) 5:31
9. Get Your Body Beat (Sergio Mesa remix) - 7:03
10. DNA AM - 7:10